# Lamprothripa
Lamprothripa is een geslacht van vlinders van de familie visstaartjes (Nolidae), uit de onderfamilie Chloephorinae.

## Soorten
- L. gilvaria Hampson, 1918
- L. scotia Hampson, 1902